# Willys Overland do Brasil

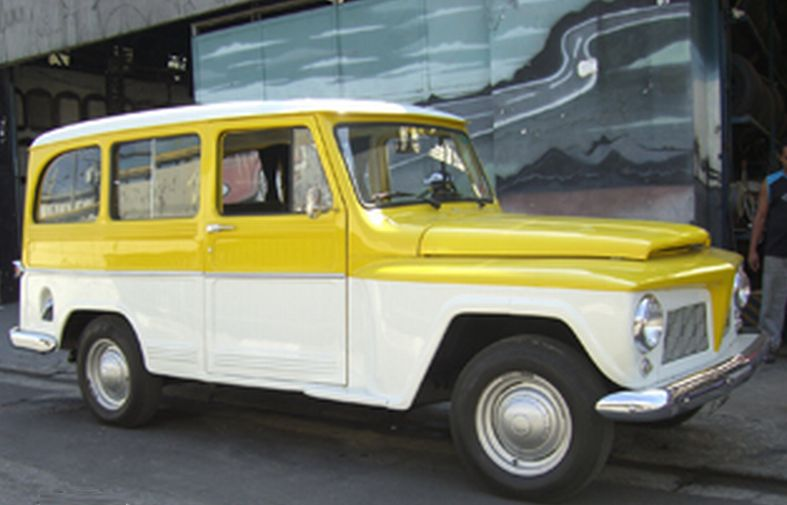
Willys Rural ca 1960.

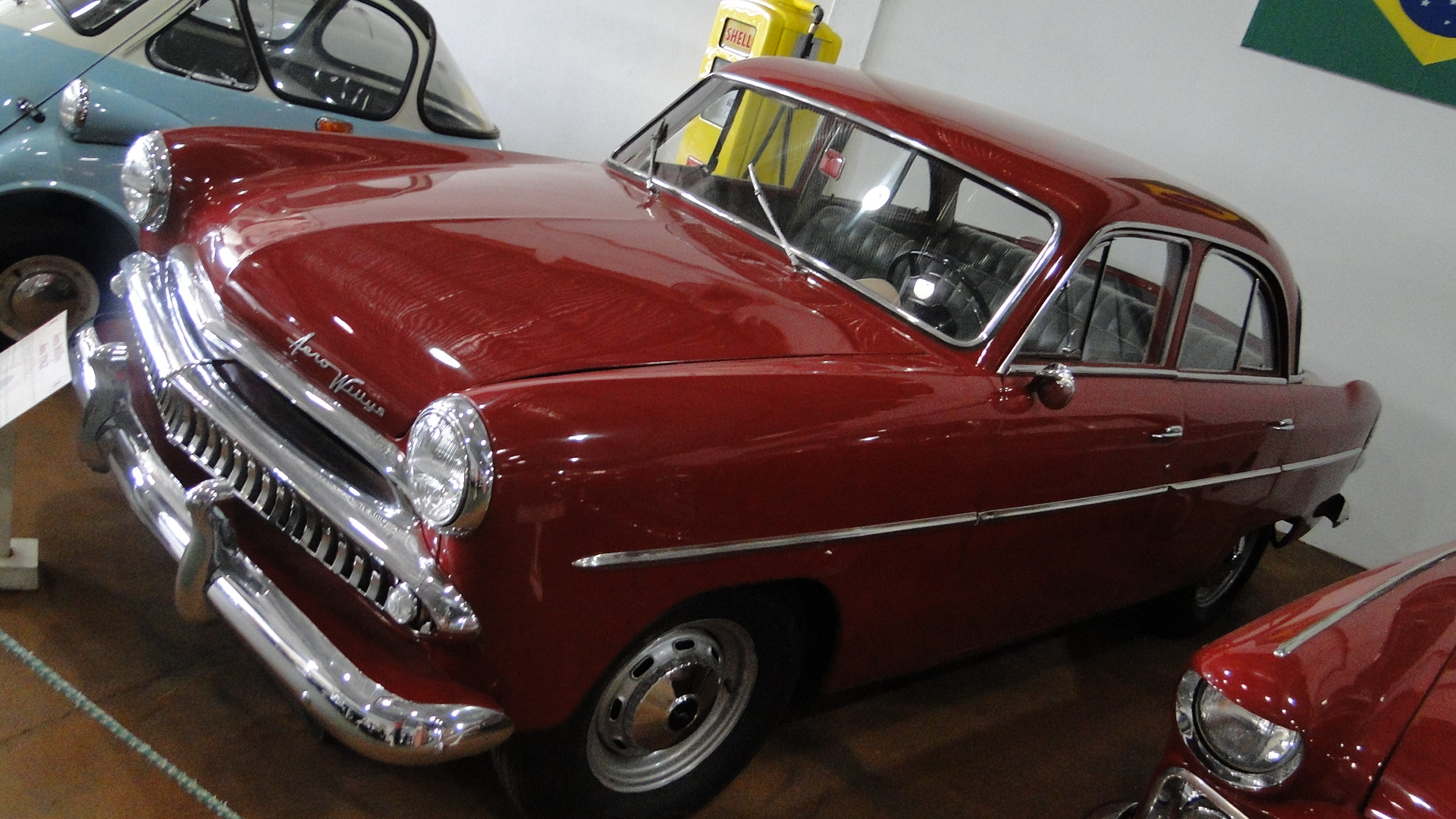
Aero Willys 1962.

Willys Overland do Brasil var ett brasiliansk dotterbolag till den amerikanska biltillverkaren Willys som verkade i São Bernardo do Campo mellan 1954 och 1967. 

## Historik
De första fordon som Willys byggde i Brasilien var olika versioner av jeepen. Sedan tillverkningen av Aero-modellen lagts ned i USA fortsatte den från 1960 i Brasilien. Samma år började man licenstillverka olika modeller från Renault. Interlagos var en liten sportbil baserad på Alpine A108.
Brasilianska Willys köptes upp av Ford Motor Company 1967. Företaget hade då kommit långt i utvecklingen av sin första egna konstruktion, baserad på Renault 12 och bilen kom att säljas som en Ford-modell kallad Corcel. Produktionen av Jeep-modellerna fortsatte under Ford-namnet en bit in på 1980-talet.

## Några bilmodeller från Willys Overland do Brasil
- Willys Jeep (1954 - 1983)
- Willys Rural (1956 - 1977)
- Willys Pick-up (1960 - 1983)
- Aero Willys (1960 - 1972)
- Renault Dauphine (1960 - 1967)
- Willys Interlagos (1962 - 1967)